# N.E.C. in het seizoen 1999/00
Het seizoen 1999/2000 was het 46'ste jaar in het bestaan van de Nijmeegse betaald voetbalclub N.E.C. De club kwam uit in de Eredivisie en eindigde daarin op de vijftiende plaats. Tevens deed de club mee aan het toernooi om de KNVB Beker, hierin werd in de finale verloren van Roda JC (0–2).

## Selectie 1999/2000
| Nr.           | Nat.                 | Naam                 | Leeftijd | Vorige club            |         |         |         |         |
| Nr.           | Nat.                 | Naam                 | Leeftijd | Keepers                | Keepers | Keepers | Keepers | Keepers |
| ------------- | -------------------- | -------------------- | -------- | ---------------------- | ------- | ------- | ------- | ------- |
| 1             | Vlag van Nederland   | Bas Roorda           | 27 jaar  | FC Groningen           |         |         |         |         |
| 30            | Vlag van Nederland   | Dennis Gentenaar     | 24 jaar  | Eigen jeugd            |         |         |         |         |
| Verdedigers   |                      |                      |          |                        |         |         |         |         |
| 2             | Vlag van Nederland   | Richard Goulooze     | 32 jaar  | New England Revolution |         |         |         |         |
| 4             | Vlag van Nederland   | Luuk Maes            | 28 jaar  | KSK Beveren            |         |         |         |         |
| 5             | Vlag van Nederland   | Danny Hesp           | 30 jaar  | AZ                     |         |         |         |         |
| 6             | Vlag van Nederland   | Patrick Pothuizen    | 28 jaar  | Vitesse                |         |         |         |         |
| 12            | Vlag van Nederland   | Hennie de Romijn     | 32 jaar  | Excelsior Rotterdam    |         |         |         |         |
| 16            | Vlag van Nederland   | Mark Oosterhof       | 28 jaar  | SC Cambuur             |         |         |         |         |
| 21            | Vlag van Nederland   | Roy Grootaert        | 22 jaar  | SV Hatert              |         |         |         |         |
| 26            | Vlag van Nederland   | Jeffrey Leiwakabessy | 18 jaar  | Eigen jeugd            |         |         |         |         |
| 31            | Vlag van Nederland   | Peter Hendriks       | 19 jaar  | Eigen jeugd            |         |         |         |         |
|               | Vlag van België      | Pieter Collen        | 19 jaar  | Vitesse                |         |         |         |         |
|               | Vlag van Marokko     | Youssef Rossi        | 26 jaar  | Stade Rennes           |         |         |         |         |
|               | Vlag van Nederland   | Maarten Atmodikoro   | 28 jaar  | NAC Breda              |         |         |         |         |
| Middenvelders |                      |                      |          |                        |         |         |         |         |
| 3             | Vlag van Nederland   | Marcel Koning        | 25 jaar  | ADO Den Haag           |         |         |         |         |
| 8             | Vlag van Nederland   | Anton Janssen        | 36 jaar  | Fortuna Sittard        |         |         |         |         |
| 10            | Vlag van Nederland   | Marchanno Schultz    | 27 jaar  | De Graafschap          |         |         |         |         |
| 19            | Vlag van Nederland   | Peter van Putten     | 20 jaar  | VVV-Venlo              |         |         |         |         |
| 20            | Vlag van Wit-Rusland | Pavel Michalevitsj   | 26 jaar  | Quick 1888             |         |         |         |         |
|               | Vlag van Nederland   | Arno Arts            | 30 jaar  | Willem II              |         |         |         |         |
| Aanvallers    |                      |                      |          |                        |         |         |         |         |
| 7             | Vlag van Nederland   | Bart Latuheru        | 34 jaar  | AZ                     |         |         |         |         |
| 11            | Vlag van Nederland   | Maikel Renfurm       | 23 jaar  | Sparta Rotterdam       |         |         |         |         |
| 14            | Vlag van Nederland   | René van Rijswijk    | 29 jaar  | SC Cambuur             |         |         |         |         |
| 15            | Vlag van Nederland   | Jack de Gier         | 31 jaar  | Lierse SK              |         |         |         |         |
| 17            | Vlag van Nederland   | Adilson Dos Santos   | 26 jaar  | RKC Waalwijk           |         |         |         |         |

### Legenda
| # | Reden                                          |
| - | ---------------------------------------------- |
|   | Heeft de club in het lopende seizoen verlaten. |
|   | Heeft de club op huurbasis verlaten.           |

## Wedstrijdstatistieken

### Eredivisie
|       | AJA   | AZ    | CAM   | DBO   | FEY   | FOR   | GRA   | HEE   | MVV   | PSV   | RKC   | RJC   | SPA   | TWE   | UTR   | VIT   | WIL   |
| ----- | ----- | ----- | ----- | ----- | ----- | ----- | ----- | ----- | ----- | ----- | ----- | ----- | ----- | ----- | ----- | ----- | ----- |
| Thuis | 1 – 3 | 1 – 2 | 1 – 0 | 2 – 0 | 0 – 2 | 1 – 2 | 2 – 3 | 0 – 4 | 1 – 0 | 2 – 1 | 3 – 1 | 0 – 0 | 0 – 1 | 0 – 1 | 0 – 1 | 1 – 0 | 2 – 1 |
| Uit   | 5 – 2 | 1 – 1 | 0 – 0 | 1 – 1 | 2 – 1 | 2 – 2 | 2 – 2 | 1 – 0 | 2 – 0 | 2 – 0 | 4 – 2 | 4 – 3 | 1 – 0 | 4 – 2 | 1 – 0 | 5 – 1 | 3 – 1 |

### KNVB Beker
| Groepsfase                                                         | Be Quick '28                                | 2 – 5 (2 – 3)                         | N.E.C.                                                                        |
| 6 augustus 1999 Plaats: Zwolle Sportpark Be Quick '28              | Arie Smit 5' Rob Teitsma 9'                 |                                       | 15' Roy Grootaert 24', 45', 47' Jack de Gier 63' Adilson Ben David dos Santos |
| Groepsfase                                                         | VVOG                                        | 0 – 6 (0 – 2)                         | N.E.C.                                                                        |
| 10 augustus 1999 Plaats: Harderwijk Sportpark De Strokel           |                                             |                                       | 2', 52' Jack de Gier 9', 79', 88' Bart Latuheru 76' (pen.) Luuk Maes          |
| Groepsfase                                                         | HSC '21                                     | 0 – 1                                 | N.E.C.                                                                        |
| 24 augustus 1999 Plaats: Haaksbergen Sportpark Groot Scholtenhagen |                                             |                                       |                                                                               |
| 2e ronde                                                           | N.E.C.                                      | 3 – 0 (2 – 0)                         | Spakenburg                                                                    |
| 23 september 1999 Plaats: Nijmegen Goffertstadion                  | Jack de Gier 17', 59' Marchanno Schultz 20' |                                       |                                                                               |
| 3e ronde                                                           | sc Heerenveen                               | 1 – 2 (1 – 2)                         | N.E.C.                                                                        |
| 30 oktober 1999 Plaats: Heerenveen Abe Lenstra Stadion             | Romano Denneboom 14'                        |                                       | 24', 45' Jack de Gier                                                         |
| Achtste finale                                                     | N.E.C.                                      | 1 – 0 (0 – 0)                         | Excelsior                                                                     |
| 28 januari 2000 Plaats: Nijmegen Goffertstadion                    | Jack de Gier 68'                            |                                       |                                                                               |
| Kwartfinale                                                        | N.E.C.                                      | 2 – 0 (1 – 0)                         | Dordrecht '90                                                                 |
| 16 februari 2000 Plaats: Nijmegen Goffertstadion                   | Jack de Gier 15' Bart Latuheru 47'          |                                       |                                                                               |
| Halve finale                                                       | AZ                                          | 1 – 1 (0 – 0, 1 – 1) Na strafschoppen | N.E.C.                                                                        |
| 11 april 2000 Plaats: Alkmaar Alkmaarderhout                       | Kenneth Pérez 77'                           |                                       | 60' Jack de Gier                                                              |
| Finale                                                             | N.E.C.                                      | 0 – 2 (0 – 1)                         | Roda JC                                                                       |
| 21 mei 2000 Plaats: Rotterdam Stadion Feyenoord                    |                                             |                                       | 18' Bob Peeters 89' (pen.) Eric van der Luer                                  |

## Statistieken N.E.C. 1999/2000

### Eindstand N.E.C. in de Nederlandse Eredivisie 1999 / 2000
| Stand | Gespeeld | Gewonnen | Gelijk | Verloren | Punten | Doelpunten voor | Doelpunten tegen |
| ----- | -------- | -------- | ------ | -------- | ------ | --------------- | ---------------- |
| 15e   | 34       | 7        | 6      | 21       | 27     | 35              | 62               |

### Topscorers
| #      | Naam              | Goal |
| ------ | ----------------- | ---- |
| 1.     | Jack de Gier      | 9    |
| 2.     | Maikel Renfurm    | 7    |
| 3.     | Anton Janssen     | 4    |
| 3.     | Patrick Pothuizen | 4    |
| 5.     | Danny Hesp        | 3    |
| 6.     | Mark Oosterhof    | 2    |
| 6.     | Peter van Putten  | 2    |
| 6.     | Marchanno Schultz | 2    |
| 9.     | Arno Arts         | 1    |
| 9.     | Marcel Koning     | 1    |
| Totaal | Totaal            | 35   |

| #                     | Naam                       | Goal |
| --------------------- | -------------------------- | ---- |
| 1.                    | Jack de Gier               | 12   |
| 2.                    | Bart Latuheru              | 4    |
| 3.                    | Adilson Dos Santos         | 1    |
| 3.                    | Roy Grootaert              | 1    |
| 3.                    | Luuk Maes                  | 1    |
| 3.                    | Marchanno Schultz          | 1    |
| Reglementair doelpunt |                            |      |
| –                     | Reglementair tegen HSC '21 | 1    |
| Totaal                | Totaal                     | 21   |

## Voetnoten
Ajax ·
AZ ·
FC Den Bosch ·
Cambuur Leeuwarden ·
Feyenoord ·
Fortuna Sittard ·
De Graafschap ·
sc Heerenveen ·
MVV ·
N.E.C. ·
PSV ·
RKC Waalwijk ·
Roda JC ·
Sparta Rotterdam ·
FC Twente ·
FC Utrecht ·
Vitesse ·
Willem II